# Fernando Benini
Antônio Fernando Benini (São Paulo, 18 de novembro de 1942) é um ator brasileiro.

## Carreira
De 1984 a 2002, Benini trabalhou no SBT como ator das pegadinhas do Programa Silvio Santos. Depois atuou em pegadinhas na RecordTV.
Entre os seus principais trabalhos destacam-se o personagem Papaco, do filme Um Pistoleiro Chamado Papaco, e Firmino, da telenovela Carrossel, de 2012.

## Filmografia

### Cinema
| Ano  | Título                                  | Personagem        |
| ---- | --------------------------------------- | ----------------- |
| 2016 | Carrossel 2: O Sumiço de Maria Joaquina | Firmino Gonçalves |
| 2003 | O Expresso para Aanhangaba              | Manfredo          |
| 1989 | Dama de Paus                            | Marido            |
| 1989 | Bacanal de Adolescente                  | —                 |
| 1987 | As Prisioneiras da Selva Amazônica      | —                 |
| 1987 | Dr. Frank na Clínica das Taras          | —                 |
| 1986 | Filme Demência                          | Wagner            |
| 1986 | Macho, Fêmea & Cia.                     | —                 |
| 1986 | Um Jumento na Minha Cama                | —                 |
| 1986 | Um Pistoleiro Chamado Papaco            | Papaco            |
| 1985 | Abres as Pernas Coração                 | —                 |
| 1981 | O Paraíso Proibido                      | Goiaba            |
| 1979 | Sede de Amar                            | —                 |
| 1979 | A Ilha dos Prazeres Proibidos           | Nilo Baleeiro     |
| 1974 | As Travessuras de Pedro Malazartes      | Amigo de Pedro    |
| 1970 | Orgia ou O Homem Que Deu Cria           | —                 |
| 1968 | Hitler IIIº Mundo                       | —                 |

### Televisão
| Ano       | Título                            | Personagem        | Notas                  |
| --------- | --------------------------------- | ----------------- | ---------------------- |
| 2012–2013 | Carrossel                         | Firmino Gonçalves |                        |
| 2004      | Meu Cunhado                       | Pastor Amadeu     | Episódio: "Eu Se Mato" |
| 1979      | Pai Herói                         | —                 |                        |
| 1968      | Beto Rockfeller                   | —                 |                        |
| 1964      | Gutierritos, o Drama dos Humildes | —                 |                        |